# Kebab chapli
Chapli kebab o chapli kabab ( pashtún : چپلي کباب) es un kebab al estilo pastún, generalmente elaborado con carne picada de vacuno, cordero o pollo con varias especias en forma de hamburguesa . El chapli kebab es originario de Peshawar en Pakistán. El kebab Peshawari Chapli está elaborado con carne de vacunor y es una comida callejera popular en todo el subcontinente indioː  Pakistán, India, Afganistán y Bangladesh.
En la India, el chapli kebab se puede encontrar como comida callejera en las ciudades de Bhopal, Lucknow, Delhi y Hyderabad; donde los musulmanes tienen mayor densidad de población. 
Las brochetas de Chapli se consumen copiosamente en Dhaka, Bangladesh . Pero es más popular durante la época de Eid-ul Azha y en Ramadán como parte del iftar.
Los kebabs Chapli se pueden servir y comer calientes con naan o como bun kebab.

## Orígenes
Las influencias culinarias mogoles en la región popularizaron varios platos de kebab, lo que dio como resultado recetas locales como el chapli kebab. Se dice que el nombre chapli deriva de la palabra pastún chaprikh/chapdikh/chapleet, que significa "plano", en alusión a la textura ligera, redonda y aplanada del kebab. Otra teoría es que el nombre se deriva de chappal, la palabra local para sandalias, lo que implica la forma y el tamaño promedio de un kebab, que se asemeja a la parte delantera de la suela de chappal. La mayoría de los lugareños están de acuerdo con la primera teoría de que Chapli es una versión reducida de Chapleet (también conocido como Chapdikh).
Chapli kebab se sirve en miles de casas de kebab en todo Pakistán y Afganistán. Estos restaurantes también se han expandido rápidamente en otras ciudades. Hoy en día, el chapli kebab figura en el menú de los restaurantes del sur de Asia en todo el mundo.

## Ingredientes y preparación
El chapli kebab se prepara con carne picada, cruda y marinada; la carne puede ser de vacuno o de cordero. Los ingredientes principales incluyen harina de trigo, diversas hierbas y especias como chile en polvo, hojas de cilantro, y cantidades más pequeñas de cebollas, tomates, huevos, jengibre, semillas de cilantro o comino, chiles verdes, almidón de maíz, sal y pimienta, levadura en polvo y zumo de lima o limón.
Los kebabs se fríen en aceite (girasol u otros) a fuego medio. Algunos chefs fríen los kebabs en grasa de cordero en estufas de leña para darles un sabor más orgánico. Algunos gastrónomos evitan este enfoque alegando motivos de salud.

## Servicio
Una vez cocinados, los kebabs chapli suelen servirse y adornarse con perejil, cebolla picada y tomates, junto con otros acompañantes como salsas chutney, ensalada, yogur, pepinillos o frutos secos. El chapli kebab se sirve mejor aromátizado, jugoso y picante. Es considerado una especialidad de la cocina pastún y, es servido a los invitados. El kebab se consume habitualmente en comidas con pan (naan), platos de arroz como el Kabuli pulao o envuelto (wrapped, en comida rápida) En invierno, se consume con té verde como kahwah, mientras que en verano se prefieren las bebidas frías.